# Aerotécnica
La Aerotécnica era un'azienda spagnola, specializzata nella produzione di elicotteri, fondata nel 1954 con sede a Cuatro Vientos vicino a Madrid. Dopo aver costruito alcuni prototipi e un piccolo numero di modelli AC-12 e AC-14, l'azienda ha cessato l'attività nel 1962 per mancanza di capitali.

## Prodotti

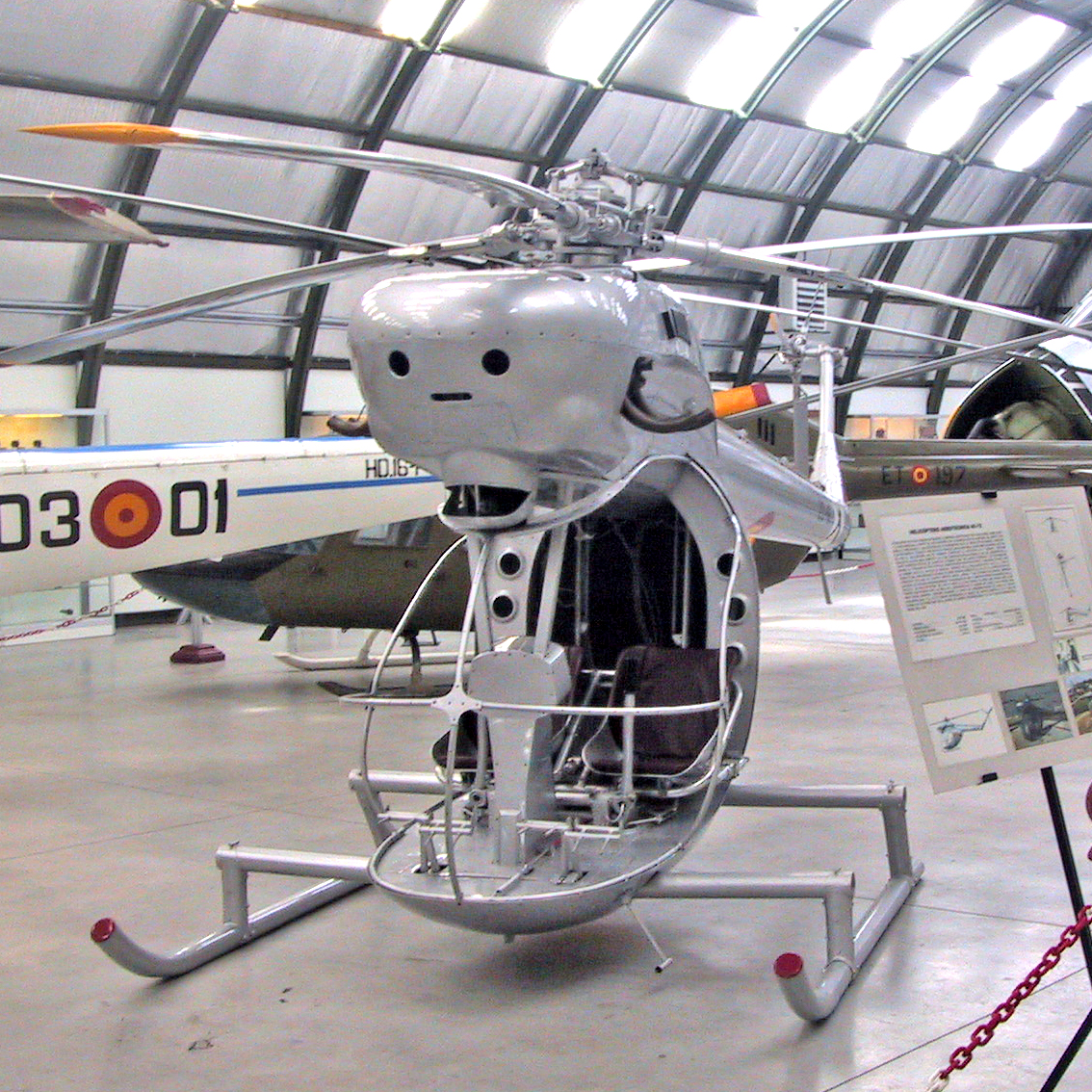
AC-12 esposto all'interno del Museo del Aire

- Aerotécnica AC-11: Soprannominato Madrid, era un prototipo basato sul francese Matra-Cantinieau MC.101.[2]
- Aerotécnica AC-12: Soprannominato Pepo, era un elicottero leggero biposto. Ha fatto il suo primo volo il 20 luglio del 1954, diventando il primo elicottero a essere costruito in serie in Spagna.[3][4]
- Aerotécnica AC-13: Era un elicottero leggero monoturbina biposto basato sul prototipo francese Nord N.1750 Norelfe.
- Aerotécnica AC-14: Era un elicottero leggero monoturbina a cinque posti basato sull'AC-13. Fece il suo primo volo 20 luglio 1954.[5][6]
- Aerotecnica AC-15: Era un prototipo basato sull'AC-14, con un motore diverso.
- Aerotécnica AC-21: Era il prototipo di un elicottero per 12-14 persone basato sull'AC-14.

## Galleria d'immagini

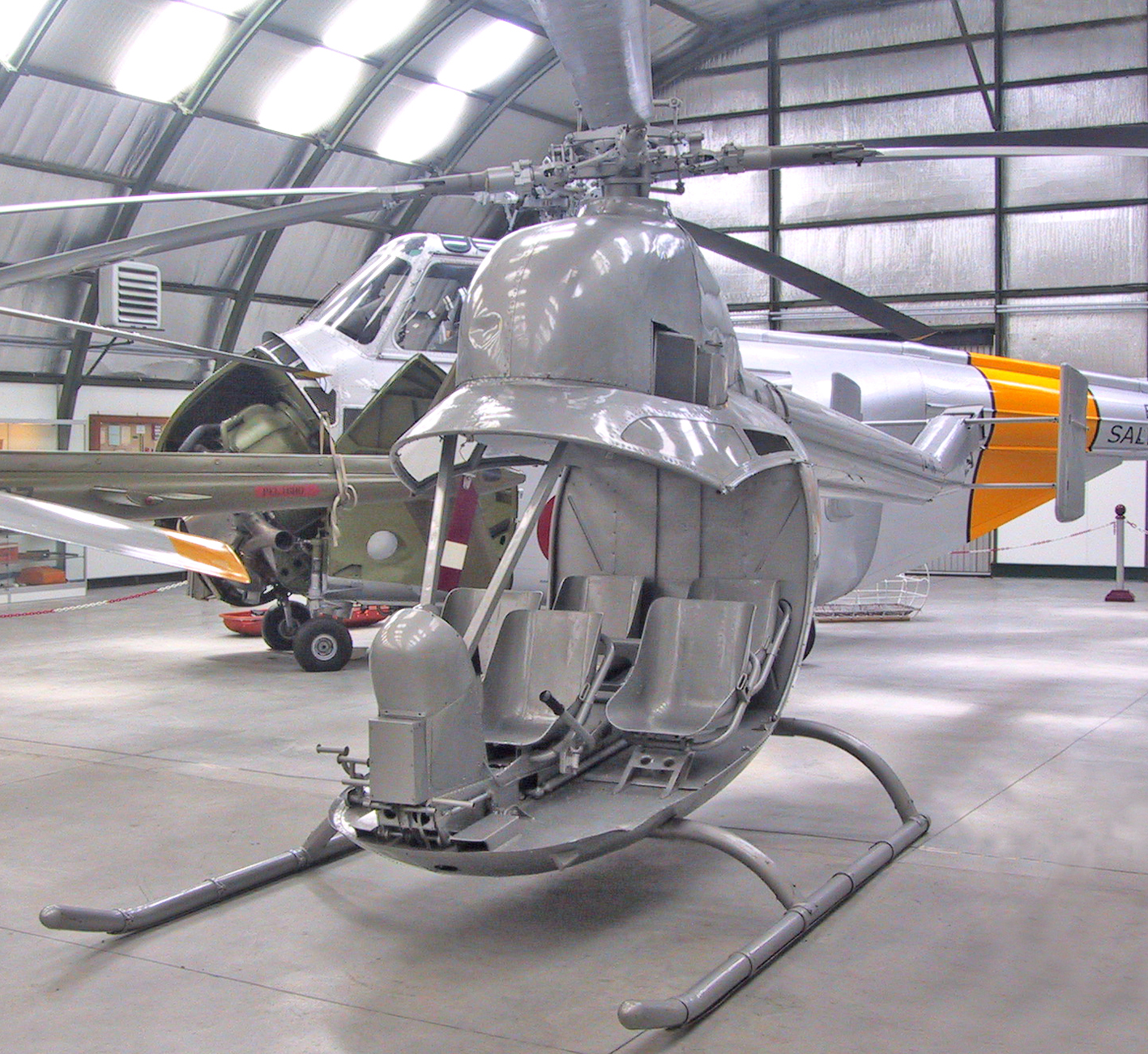
AC-14
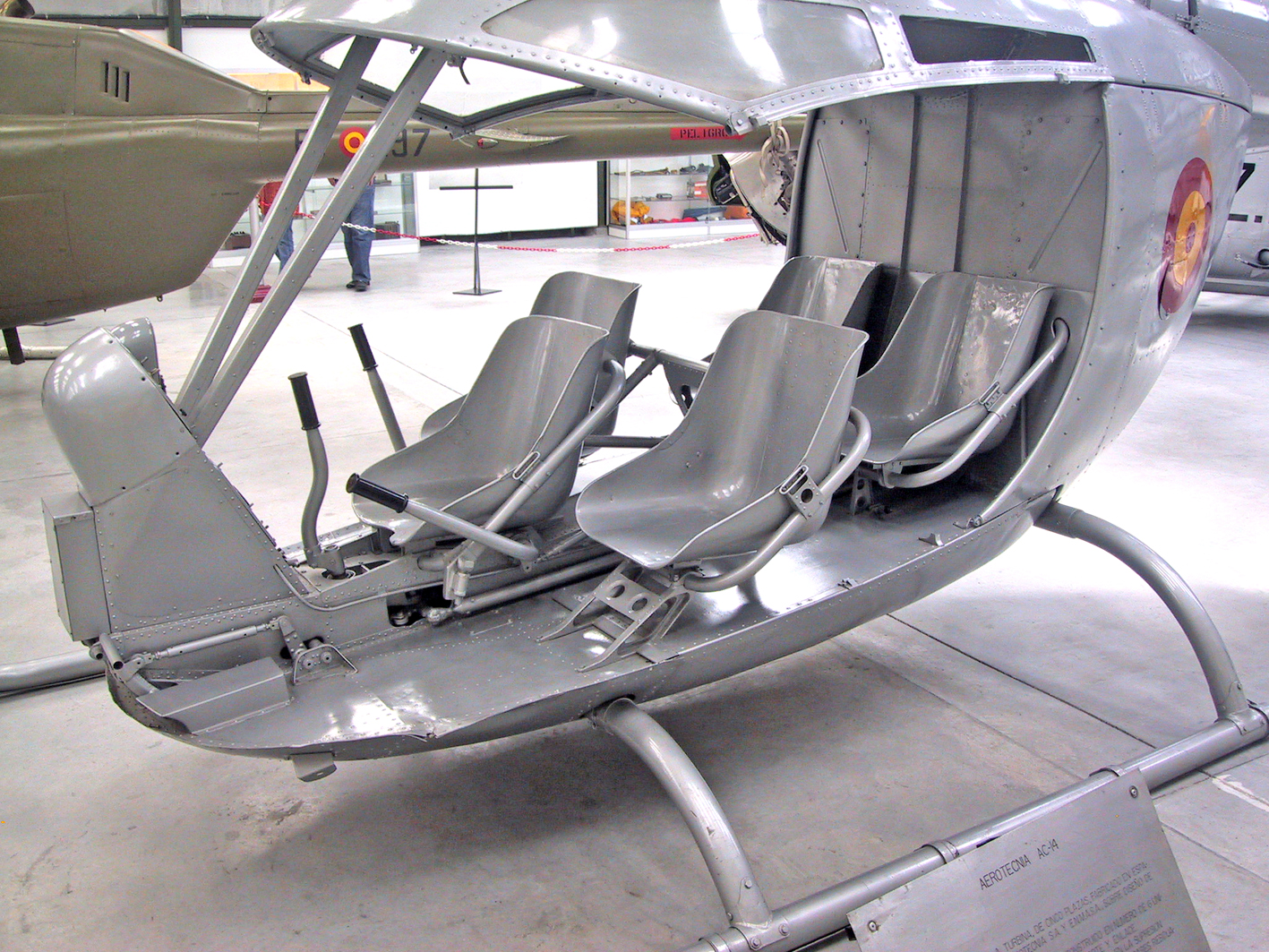
Dettaglio della cabina di pilotaggio dell' AC-14
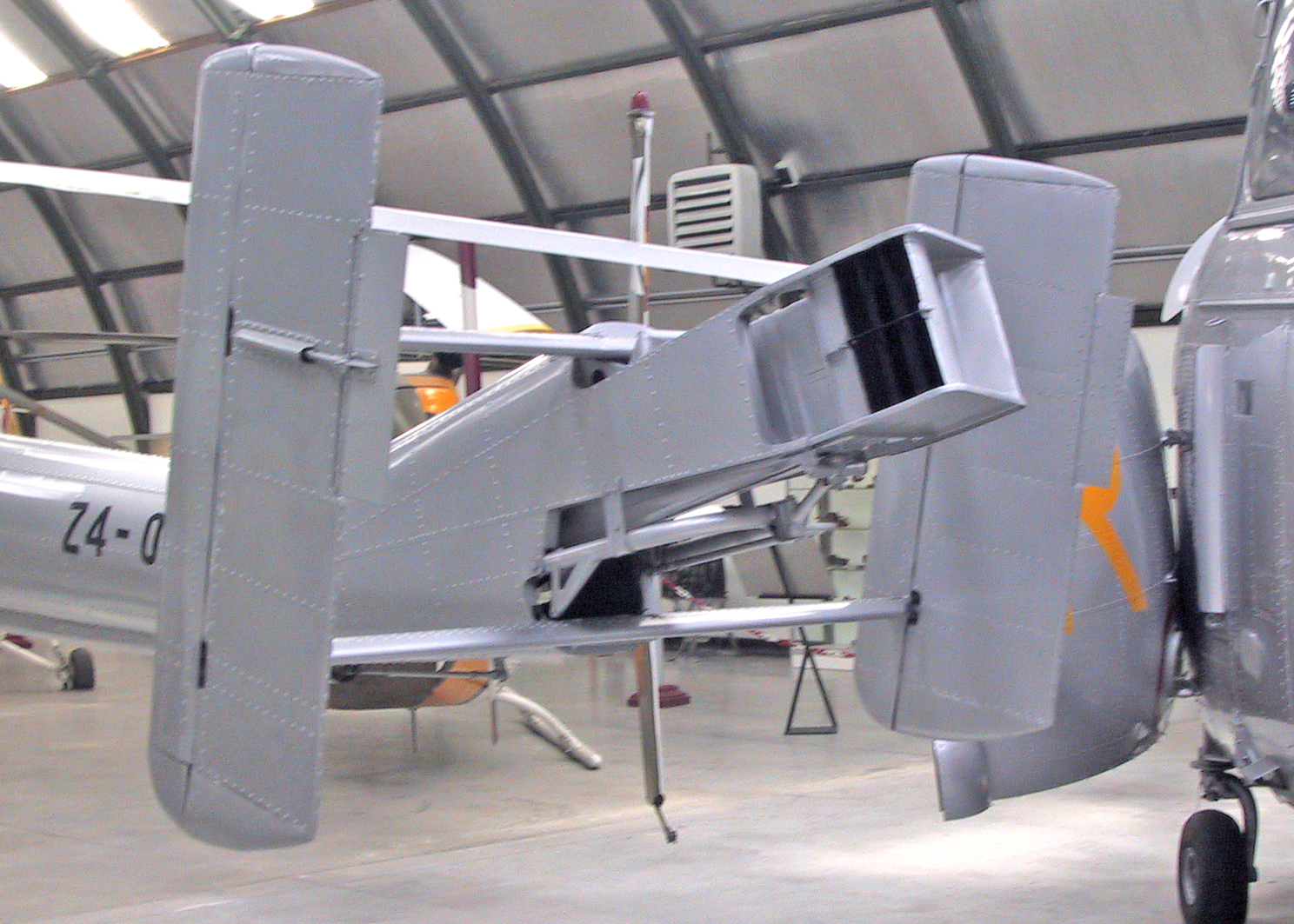
Dettaglio della sezione di coda dell' AC-14